# Emetin
Emetin är en metylförening av alkaloiden cephaelin, som förekommer tillsammans med ipecacuanhasyran i ipecacuanharot, kräkrot. Ämnet är kraftigt slemhinneretande och används som kräkmedel (emetikum). Det har också brukats mot amöbadysenteri i kombination med vismutjodid. Stor användning av emetin kan medföra risk för att utveckla proximal myopati och/eller kardiomyopati.
Emetin bildar i rent tillstånd färglösa eller svagt gulaktiga kristaller, som är lättlösliga i etanol, kloroform, eter eller bensin, men mindre lättlösliga i vatten.
Drogen framställs ur ovannämnda rot eller på syntetisk väg.